# Doctor Who: Original Television Soundtrack - Saison 4 - Épisodes spéciaux
 (juillet 2023).
La mise en forme du texte ne suit pas les recommandations de Wikipédia : il faut le « wikifier ».
Les points d'amélioration suivants sont les cas les plus fréquents :
- Les titres sont pré-formatés par le logiciel. Ils ne sont ni en capitales, ni en gras.
- Le texte ne doit pas être écrit en capitales (les noms de famille non plus), ni en gras, ni en italique, ni en « petit »…
- Le gras n'est utilisé que pour surligner le titre de l'article dans l'introduction, une seule fois.
- L'italique est rarement utilisé : mots en langue étrangère, titres d'œuvres, noms de bateaux, etc.
- Les citations ne sont pas en italique mais en corps de texte normal. Elles sont entourées par des guillemets français : « et ».
- Les listes à puces sont à éviter, des paragraphes rédigés étant largement préférés. Les tableaux sont à réserver à la présentation de données structurées (résultats, etc.).
- Les appels de note de bas de page (petits chiffres en exposant, introduits par l'outil «  Source ») sont à placer entre la fin de phrase et le point final[comme ça].
- Les liens internes (vers d'autres articles de Wikipédia) sont à choisir avec parcimonie. Créez des liens vers des articles approfondissant le sujet. Les termes génériques sans rapport avec le sujet sont à éviter, ainsi que les répétitions de liens vers un même terme.
- Les liens externes sont à placer uniquement dans une section « Liens externes », à la fin de l'article. Ces liens sont à choisir avec parcimonie suivant les règles définies. Si un lien sert de source à l'article, son insertion dans le texte est à faire par les notes de bas de page.
- La présentation des références doit suivre les conventions bibliographiques. Il est recommandé d'utiliser les modèles {{Ouvrage}}, {{Chapitre}}, {{Article}}, {{Lien web}} et/ou {{Bibliographie}}. Le mode d'édition visuel peut mettre en forme automatiquement les références.
- Insérer une infobox (cadre d'informations à droite) n'est pas obligatoire pour parachever la mise en page.

Pour une aide détaillée, merci de consulter Aide:Wikification.
Si vous pensez que ces points ont été résolus, vous pouvez retirer ce bandeau et améliorer la mise en forme d'un autre article.
Doctor Who - Series 4 - The Specials est un album de musique de scène sorti le 4 octobre 2010, qui a été utilisé au cours des épisodes spéciaux de la saison 4 de la série télévisée de science-fiction Doctor Who. La musique a été composée par Murray Gold et orchestrée par Ben Foster, son collaborateur, avec qui il avait déjà travaillé sur les films Alien Autopsy, I Want Candy ainsi que Joyeuses Funérailles. Cet album a été sorti par la maison de disques "Silva Screen Records", qui avait déjà sorti d'autres albums pour Doctor Who, en collaboration avec le "BBC Radiophonic Workshop".
Albums de Murray Gold
Doctor Who :
Series 4
(2008) Doctor Who :
Series 5
(2010)

## Liste des pistes
| Disque n°                        | No | Titre original                   | Utilisée dans                                     | Durée | Notes                                                                                               |
| -------------------------------- | -- | -------------------------------- | ------------------------------------------------- | ----- | --------------------------------------------------------------------------------------------------- |
| 1                                | 1  | "Vale" (short version)           | La Conquête de Mars                               | 1:37  | |
| 1                                | 2  | "A Victorian Christmas"          | Cyber Noël                                        | 1:34  | |
| 1                                | 3  | "Not the Doctor"                 | Cyber Noël                                        | 3:19  | |
| 1                                | 4  | "A Bit of a Drag"                | Cyber Noël                                        | 1:23  | |
| 1                                | 5  | "In the Sea of Memory"           | Cyber Noël                                        | 0:44  | |
| 1                                | 6  | "Hidden in the Closet"           | Cyber Noël                                        | 1:51  | |
| 1                                | 7  | "The Wonder of Balloons"         | Cyber Noël                                        | 1:23  | |
| 1                                | 8  | "A Forceful Intelligence"        | Cyber Noël                                        | 1:12  | |
| 1                                | 9  | "The Greats of Past Time"        | Cyber Noël                                        | 5:04  | |
| 1                                | 10 | "The March of the Cybermen"      | Cyber Noël, Le Cyberplanificateur                 | 4:13  | |
| 1                                | 11 | "Goodbyes"                       | Cyber Noël                                        | 5:04  | |
| 1                                | 12 | "A Disturbance in the Night"     | Planète Morte                                     | 0:38  | |
| 1                                | 13 | "The Cat Burglar"                | Planète Morte                                     | 1:30  | |
| 1                                | 14 | "Alone in the Desert"            | Planète Morte                                     | 3:19  | |
| 1                                | 15 | "A Special Sort of Bus"          | Planète Morte                                     | 2:19  | |
| 1                                | 16 | "Stirring in the Sands"          | Planète Morte                                     | 1:58  | |
| 1                                | 17 | "Lithuania"                      | Planète Morte                                     | 1:48  | |
| 1                                | 18 | "Letter to Earth"                | La Conquête de Mars                               | 2:15  | |
| 1                                | 19 | "By Water Borne"                 | La Conquête de Mars                               | 2:23  | |
| 1                                | 20 | "The Fate of Little Adelaide"    | La Conquête de Mars                               | 5:05  | |
| 1                                | 21 | "Altering Lives"                 | La Conquête de Mars Variation: L'Heure du Docteur | 3:23  | |
| 2                                | 1  | "We Shall Fare Well"             | La Prophétie de Noël                              | 1:26  | |
| 2                                | 2  | "A Frosty Ood"                   | La Prophétie de Noël                              | 2:51  | |
| 2                                | 3  | "A Dream of Catastrophe"         | La Prophétie de Noël                              | 1:18  | |
| 2                                | 4  | "All in the Balance"             | La Prophétie de Noël                              | 0:55  | |
| 2                                | 5  | "A Ruined Gaol"                  | La Prophétie de Noël                              | 1:22  | |
| 2                                | 6  | "Wilf's Wiggle"                  | La Prophétie de Noël                              | 0:43  | |
| 2                                | 7  | "Minnie Hooper"                  | La Prophétie de Noël                              | 1:31  | |
| 2                                | 8  | "The End Draws Near"             | La Prophétie de Noël                              | 3:46  | Variation du thème de Gallifrey (qui apparait pour la première fois dans All the Strange Creatures) |
| 2                                | 9  | "Gallifrey"                      | La Prophétie de Noël                              | 2:32  | Variation du thème de Gallifrey                                                                     |
| 2                                | 10 | "Final Days"                     | La Prophétie de Noël, L'Heure du Docteur          | 1:43  | |
| 2                                | 11 | "The Council of the Time Lords"  | La Prophétie de Noël                              | 0:41  | Variation du thème de Gallifrey                                                                     |
| 2                                | 12 | "The Master Suite"               | La Prophétie de Noël                              | 4:33  | |
| 2                                | 13 | "The Ruined Childhood"           | La Prophétie de Noël                              | 3:27  | |
| 2                                | 14 | "A Chaotic Escape"               | La Prophétie de Noël                              | 2:59  | |
| 2                                | 15 | "The World Waits"                | La Prophétie de Noël                              | 5:18  | |
| 2                                | 16 | "A Longing to Leave"             | La Prophétie de Noël                              | 1:18  | |
| 2                                | 17 | "A Lot of Life Behind Us"        | La Prophétie de Noël                              | 4:20  | |
| 2                                | 18 | "Dealing with the Menace"        | La Prophétie de Noël                              | 1:35  | |
| 2                                | 19 | "Speeding to Earth"              | La Prophétie de Noël                              | 1:18  | |
| 2                                | 20 | "The Time Lords' Last Stand"     | La Prophétie de Noël                              | 3:27  | |
| 2                                | 21 | "The Clouds Pass"                | La Prophétie de Noël                              | 1:53  | |
| 2                                | 22 | "Four Knocks"                    | La Prophétie de Noël, L'Heure du Docteur          | 4:04  | |
| 2                                | 23 | "Song for Ten (Reprise)          | La Prophétie de Noël                              | 2:21  | |
| 2                                | 24 | "Vale Decem"                     | La Prophétie de Noël                              | 3:19  | On entend à la fin le thème du Dixième Docteur (The Doctor's Theme)                                 |
| 2                                | 25 | "Vale" (full version)            | La Prophétie de Noël, Il était deux fois          | 4:20  | |
| 2                                | 26 | "The New Doctor"                 | La Prophétie de Noël                              | 1:07  | |
| Exclusivement sur l'iTunes Store | 27 | "The Cyberleader Runs Amok"      | Cyber Noël                                        | 1:59  | |
| Exclusivement sur l'iTunes Store | 28 | "Never Too Old to Shoot and Fly" | La Prophétie de Noël                              | 2:16  | |

Durée totale : 116 minutes et 9 secondes,.